# Prestige (bier)
Prestige is een Haïtiaans biermerk. Het bier wordt gebrouwen in Brasserie Nationale d'Haiti (BRANA) te Port-au-Prince (onderdeel van Heineken).
Het is een blonde lager met een alcoholpercentage van 5,6%. Het bier werd in 1976 gelanceerd, twee jaar na de opstart van de brouwerij. Het is het eerste en tot nu toe enige lokale bier van Haïti en haalt een marktaandeel van 98%. Sinds 2005 wordt het bier ook geëxporteerd naar Amerika.

## Prijzen
- World Beer Cup 2012 – gouden medaille in de categorie American-Style Cream Ale or Lager
- World Beer Cup 2000 – gouden medaille in de categorie American-Style Lager[1]